# Goodwood Festival of Speed
Il Goodwood Festival of Speed è una competizione motoristica di autovetture storiche che viene organizzata annualmente sul circuito di Goodwood. Da un punto di vista competitivo, il Goodwood Festival of Speed è una cronoscalata.

## Storia
Il Goodwood Festival of Speed si svolge ogni anno tra la fine di giugno e l'inizio di luglio in un periodo in cui non sono previsti Gran Premi di Formula 1. Oltre alle vetture d'epoca, sono presenti anche vetture di Formula 1 moderne. L'evento riunisce anche personaggi famosi che sono collegati alle competizioni automobilistiche. Dal 2000, sono anche presenti i maggiori costruttori di auto sportive che approfittano dell'evento per mostrare al pubblico gli ultimi modelli prodotti.
La prima edizione è stata organizzata nel 1993. La crono-scalata prevede 9 giri su un circuito lungo 1,86 km.

## Case automobilistiche celebrate
- 1997 - Ferrari, cinquantenario
- 1998 - Porsche, cinquantenario
- 1999 - Audi
- 2000 - Jaguar
- 2001 - Mercedes-Benz, centenario
- 2002 - Renault
- 2003 - Ford, centenario
- 2004 - Rolls-Royce, centenario
- 2005 - Honda, quarantesimo
- 2006 - Renault, centenario
- 2007 - Toyota
- 2008 - Land Rover, sessantesimo
- 2009 - Audi, centenario
- 2010 - Alfa Romeo, centenario
- 2011 - Jaguar, cinquantenario
- 2012 - Lotus, sessantesimo
- 2013 - Porsche, cinquantenario
- 2014 - Mercedes-Benz, centoventinario
- 2015 - Mazda
- 2016 - BMW, centenario
- 2017 - Ferrari, settantesimo
- 2018 - Porsche, settantesimo
- 2019 - Aston Martin, settantesimo
- 2021 - Lotus Cars